# Grisu
Grisu é uma mistura do CH4 (Metano – Gás Natural), que ocorre naturalmente nas minas de carvão, com o O2 (Oxigênio) do ar, formando em ambientes fechados uma mistura explosiva que detona facilmente na presença de chamas ou centelhas, e constituía um grande perigo na mineração de carvão.
No século XIX, quando a iluminação empregava lampiões, os acidentes eram frequentes, até que em 1815 Humphry Davy (Químico britânico) inventou uma lâmpada de segurança, na qual a chama era protegida por uma tela metálica. A tela dissipava o calor da chama de forma a que os gases do lado de fora não atingiam a temperatura necessária à ignição, que ficava impossibilitada. A lâmpada também servia como indicador da presença da mistura explosiva, pois neste caso a chama mudava de aspecto.
Atualmente as instalações elétricas das minas de carvão são especiais, evitando as centelhas que também poderiam causar acidentes de detonação do grisu.